# Artur Beterbíev
Artur Asilbekovich Beterbíev (en txetxè: Бетербиев Асильбекан Артур; en rus: Артур Асильбекович Бетербиев, 21 de gener de 1985 Khassaviürt, Daguestan) és un boxejador professional rus i canadenc. És el campió unificat a la divisió de pes lleuger que ha ocupat el títol de la Federació Internacional de Boxa (IBF) des del 2017, des del 2019 el títol del Consell Mundial de Boxa (WBC) i des del 2022, el títol de l'Organització Mundial de Boxa (OMB). Beterviev arribà als quarts de final de la categoria de pes pesant als Jocs Olímpics de 2012.